# Нівкі (Влоцлавський повіт)
Нівкі (пол. Niwki) — село в Польщі, у гміні Ходеч Влоцлавського повіту Куявсько-Поморського воєводства.
У 1975-1998 роках село належало до Влоцлавського воєводства.